# Sopotnik Zoltán
Sopotnik Zoltán (Salgótarján, 1974.–) József Attila-díjas és Sziveri János-díjas magyar költő, író, szerkesztő, kritikus.

## Költészete
1998-tól publikál, többek között ezekben a lapokban: Holmi, Alföld, Népszabadság, Magyar Hírlap, Magyar Narancs, Magyar Napló, Hitel, Symposion, Új Forrás, Bárka, BárkaOnline, Palócföld, Műút, Prae, Prae.hu, Litera, Déli Felhő, Kalligram, Jelenkor, Kulter, Mandiner, Tiszatáj.  
Köteteinek szerkesztője Pollágh Péter. 
Peer Krisztián, költő így ír költészetéről:
Sopotnik Zoltán (alanyi) költészete a megfigyelő és a megfigyelt viszonyát problematizálja: hogyan láthatja kívülről magát az, aki befelé figyel? Milyen élményanyagtól fosztja meg magát, aki szakmája szerint dokumentál, hogyan változtatja meg a megfigyelés tárgyát a megfigyelés ténye? Ám nála ezek a kérdések elsősorban nem ismeretelméleti, hanem etikai (és persze esztétikai) jelentőséggel bírnak. A költészet Sopotniknál az őszinte beszéd terepe, már amennyiben lehetséges ilyen. Az őszinteség ebben az értelmezésben kompromisszummentes, provokatív, kőkemény és lényegre törő. (Az gyógyít, ami fáj. — És ami fáj, arról legalább tudjuk, hogy megvan.) Kerüli a jólformáltságot, mert az ellentmond valóságtapasztalatának, és nincs benne jól nevelt, eminens igyekezet, hogy ezt a tapasztalatot művészetté formálja (hazudja). („Nincs bennem semmi vonzalom a tökéletes iránt.”) Ha almára fáj a foga, nem írja a rímkényszer kedvéért azt, hogy: kedvenc növényem a retek, amit nagyon szeretek. Majd’ minden verse lázadás a közkeletű költészet-definíciókkal szemben. Alaptónusa a fájdalmas, sértődött gúny, amivel nem csak az (irodalmi) világ (valósnak vélt) visszásságait, de saját élethelyzetét, szerepét is kommentálja: „Most melyik legyek: ember vagy költő?” — teszi fel a költői(?) kérdést a kötet záróversében.

## Irodalmi élet
2012–2013-ban (Orcsik Rolanddal) a JAK-füzetek szerkesztője.
Tagja a Magyar Írószövetségnek, a Szépírók Társaságának, a Fiatal Írók Szövetségének, és a József Attila Körnek.
2009-től 2015-ig a Prae folyóirat prózarovatának szerkesztője.
2010 óta kreatív írást tanít, vers- és prózaszemináriumok vezetője többek között a JAK, a FISZ, a Műút Szöveggyár és a Hajdúböszörményi Írótábor keretében.

## Művei

### Verseskötetek
- Krokodil (Kortárs, 2003)
- Az őszinteség közepe (JAK-L'Harmattan, 2006)
- Futóalbum (Kalligram, 2009)
- Saját perzsa (Libri, 2012)
- Moszkvics (Kalligram, 2016)

### Mesekönyvek
- Fahéjas kert. Nagyapa és Lassú Báró; Kolibri, Bp., 2013

### Antológiák
- Egészrész (JAK-L'Harmattan, 2007)
- Szép versek (Magvető, 2008)
- Szép versek (Magvető, 2009)
- Telep-antológia ( Scolar, 2009)
- Szép versek (Magvető, 2010)
- Szép versek (Magvető, 2011)
- Szép versek (Magvető, 2012)
- Add ide a drámád!2[halott link] (JAK-füzetek, 2012)
- Szép versek (Magvető, 2013)
- Szép versek (Magvető, 2014)
- Szép versek (Magvető, 2015)
- Szép versek (Magvető, 2016)
- Szép versek (Magvető, 2017)
- Szép versek (Magvető, 2018)
- Szép versek (Magvető, 2019)

## Díjai
- Sziveri János-díj (2017)
- József Attila-díj (2019)

## Külső hivatkozások
- Magyar Írószövetség
- József Attila Kör
- Sopotnik Zoltán blogja
- Telep csoport
- Prae folyóirat internetes oldala
- Litera
- Kalligram folyóirat és könyvkiadó honlapja
- L'Harmattan könyvkiadó honlapja[halott link]
- Kortárs Kiadó honlapja[halott link]